# Фонтан Ганімед
Фонтан Ганімед  — перший декоративний фонтан у столиці Словаччини місті Братислава, що не мав функції водопостачання питної води для місцевих мешканців. Створений у 1888 році.

## Скульптор Віктор Тілгнер

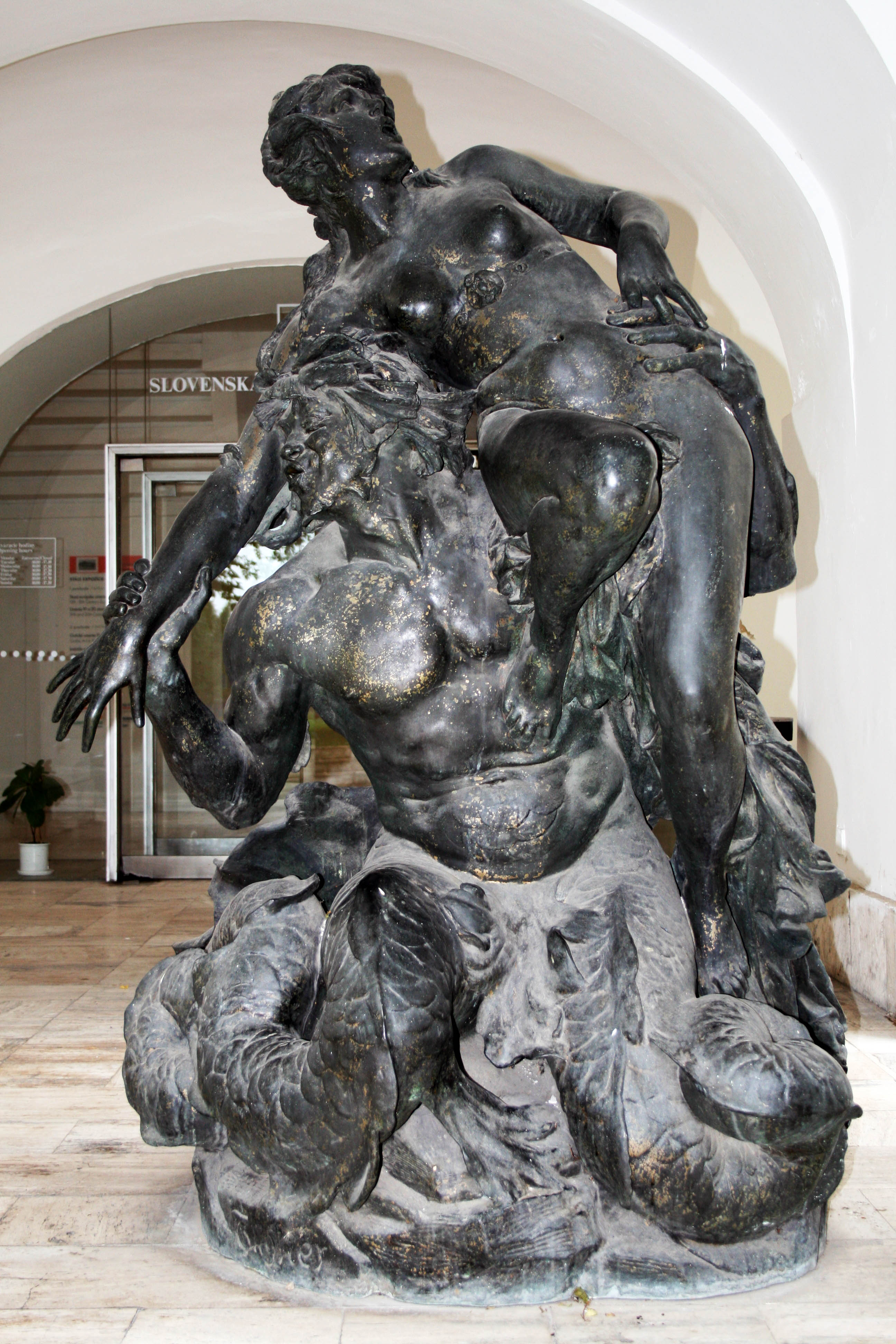
Фонтанна група Віктора Тілгнера « Трітон і німфа», перенесена в музей

Для створення фонтану звернулися до скульптора Австрійської імперії — Віктора Тілгнера. Він робив портрети, монументи, декоративну скульптуру для фонтанів. Досить прозаїчний в декоративній скульптурі, В. Тілгнер робив звичні фігури в історичних костюмах для оздоб площ у Відні (алегорія «Наука розкрива таємниці Природи», скульптура — художник Рубенс, монумент Моцарту у Відні), не виходячі далеко за межі академізму. Такі скульптури десятками виробляли другорядні майстри у Римі, Флоренції, Парижі, Мілані, Мюнхені, Петербурзі.
Але вивчення досвіду скульпторів — попередників у Відні, відомій столиці західноєвропейського бароко, впливало на найкращі твори Віктора Тілгнера, насичуючи їх динамізмом та психологічною напруженістю. Особливо це помітно в портретах-погруддях (погруддя композитора Ліста, погруддя художника Ханса Макарта, погруддя єпископа Кароля Ейлера).
Вже зовсім логічним нащадком найкращих барокових майстрів Австрії (Георга Доннера, Франца Мессершмідта) ставав В. Тілгнер в скульптурах для фонтанів, розкутим і сміливим. В цих творах В. Тілгнер ставав найкращим представником необароко в 19 столітті.

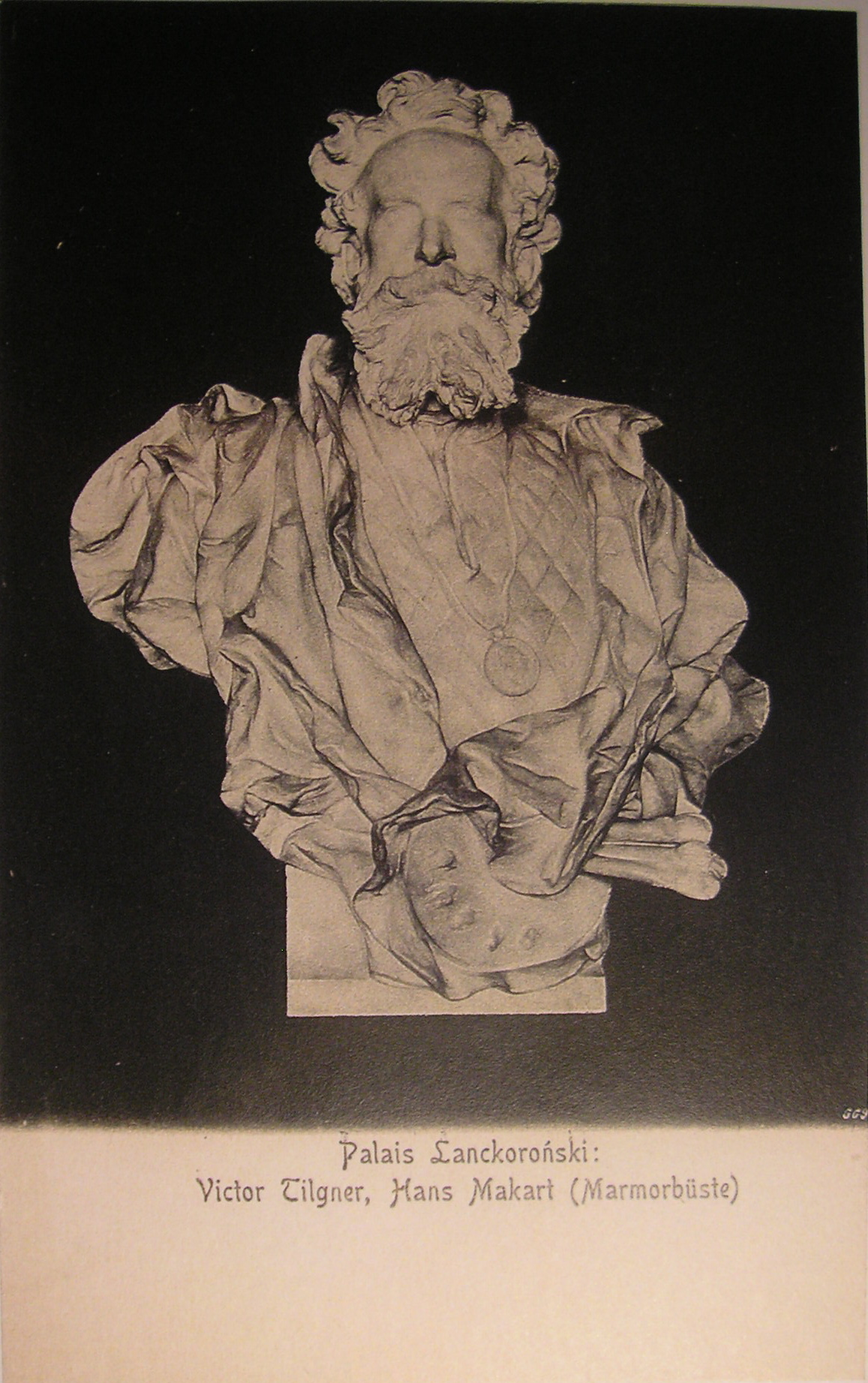
погруддя художника Ханса Макарта
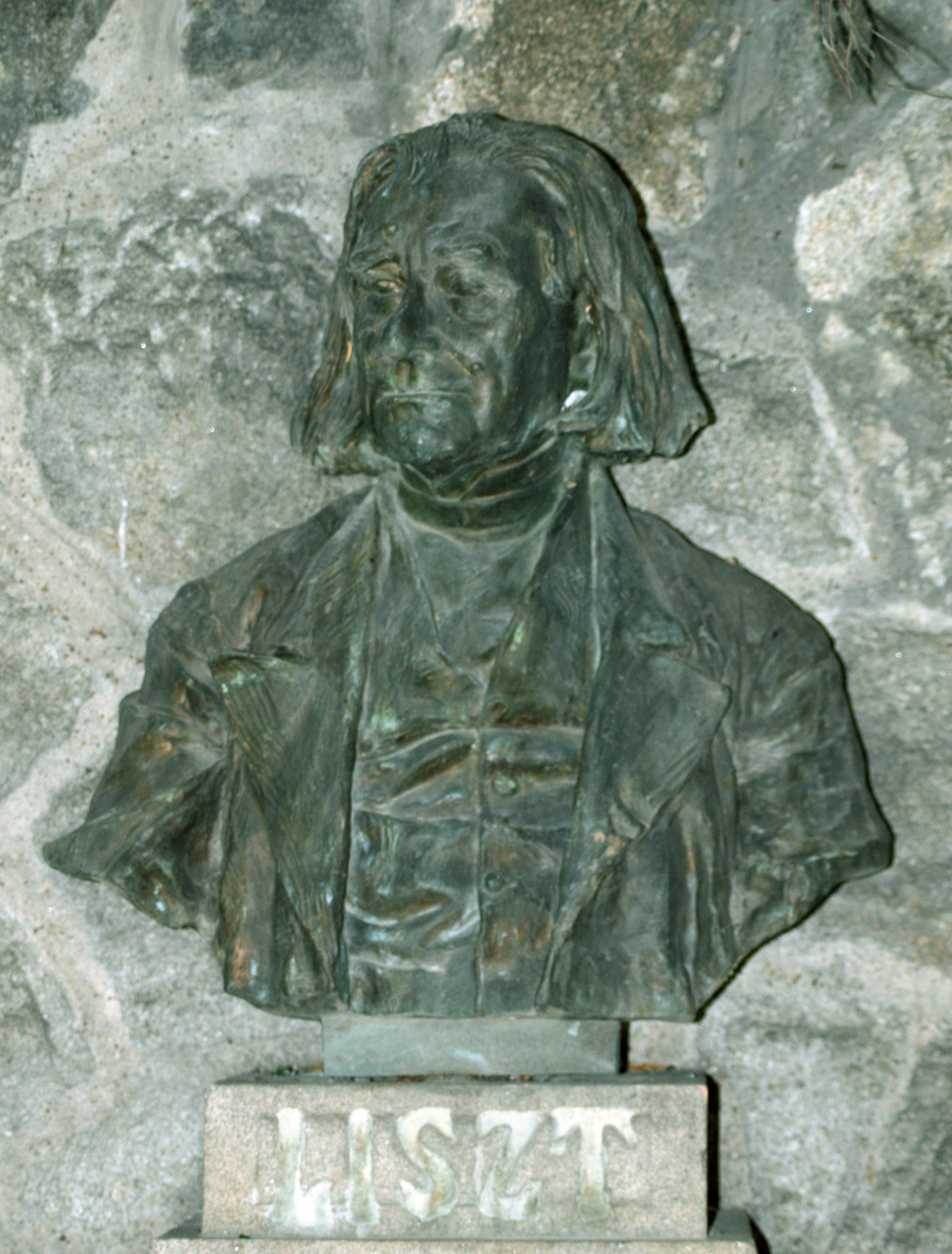
погруддя Ференца Ліста
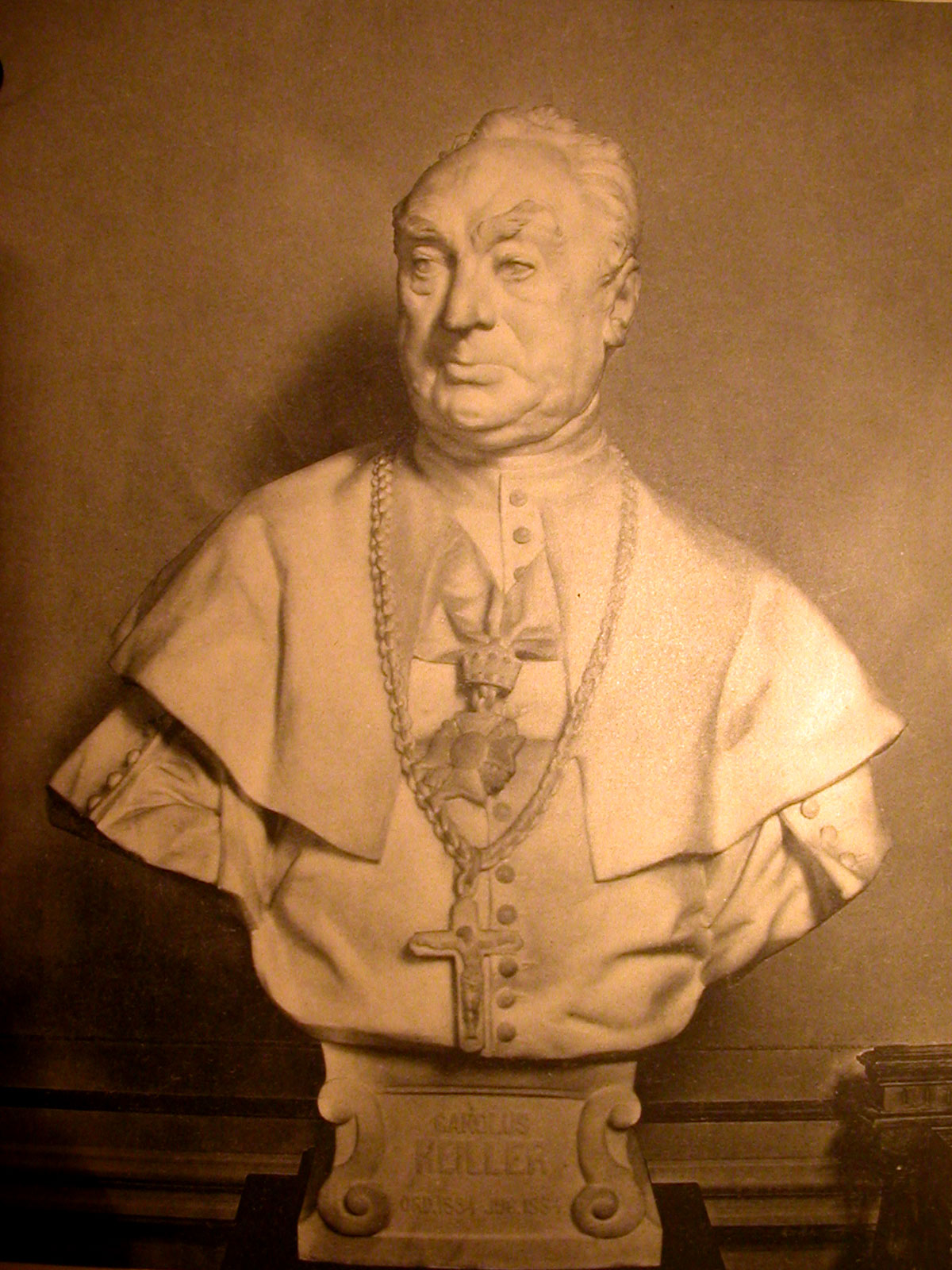
погруддя Кароля Ейлера

## Фонтан Ганімед для Братислави
Найкращі риси свого таланту скульптора В. Тілгнер вклав і в створення фонтану Ганімед. Це ілюстрація до міфу про бога Зевса, що викрав хлопця та зробив його виночерпієм на бенкетах богів Олімпу.
Колону скульптор ускладнив чашею з водою та волютами, де сидять путті з рибами. Чашу з водою оточують тварини, що жили в річці Дунай — водяні черепахи, раки та жаби. Але їх небагато і нема відчуття перебільшення, захаращеності.
Верхівку колони вінчає орел — Зевс та Ганімед, що в захваті від пригоди і політу. Фонтан був поставлений на площі біля нового театру Братислави, утворював з ним ансамбль і не мав функції постачання питної води мешканцям, як інші.
Бронзові фігури для фонтану Ганімед створила ливарна фірма у місті Будапешт.

## Галерея

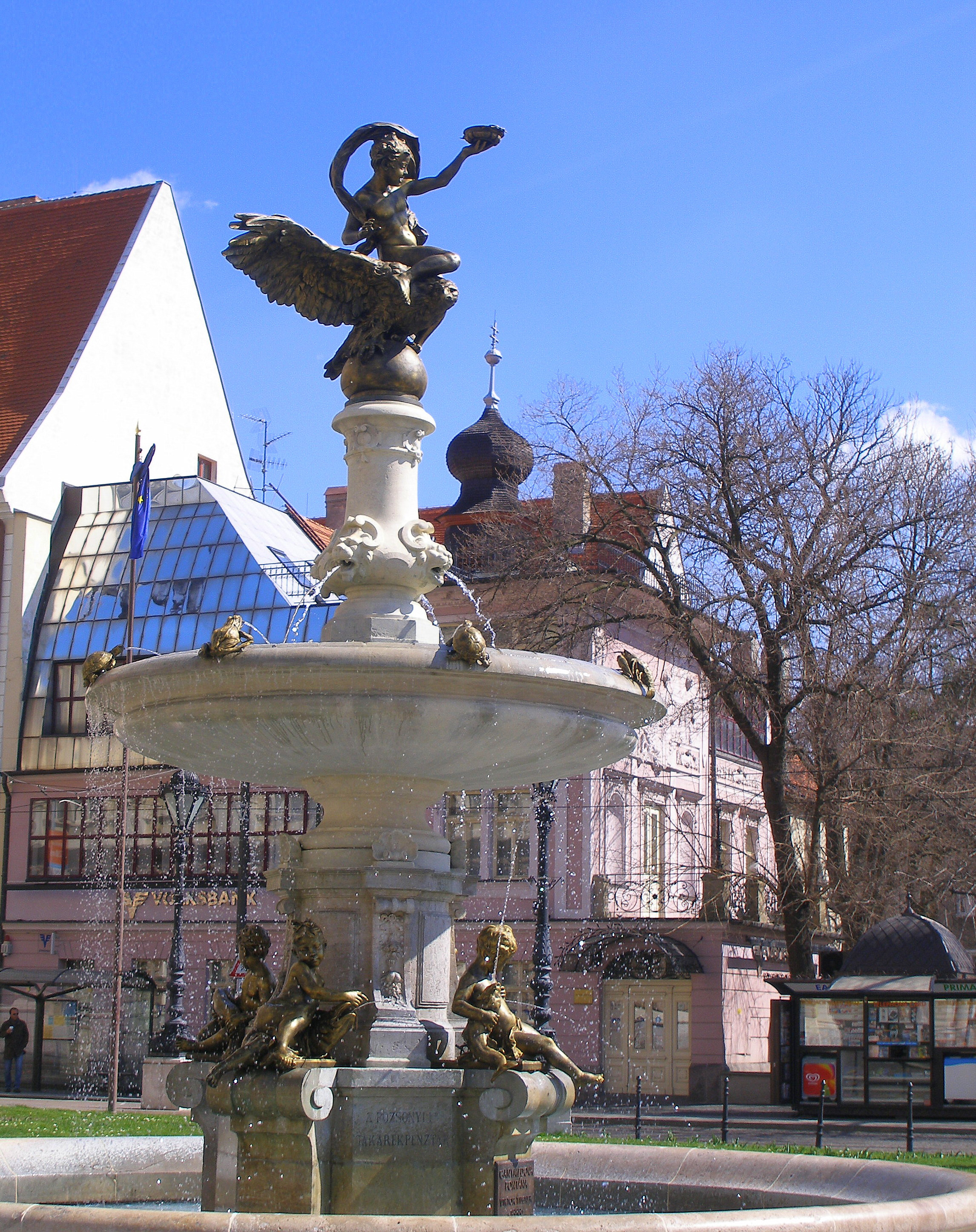
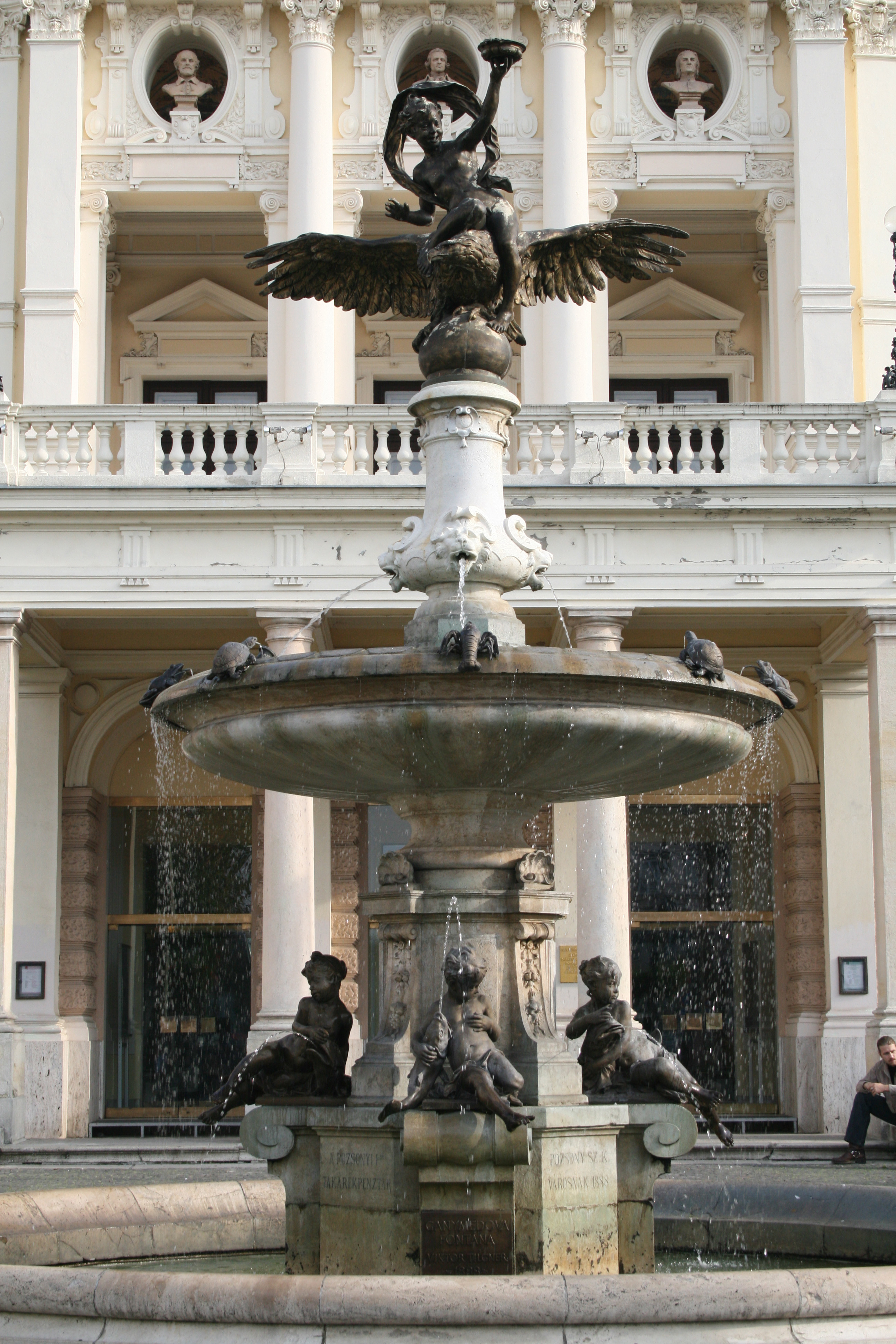
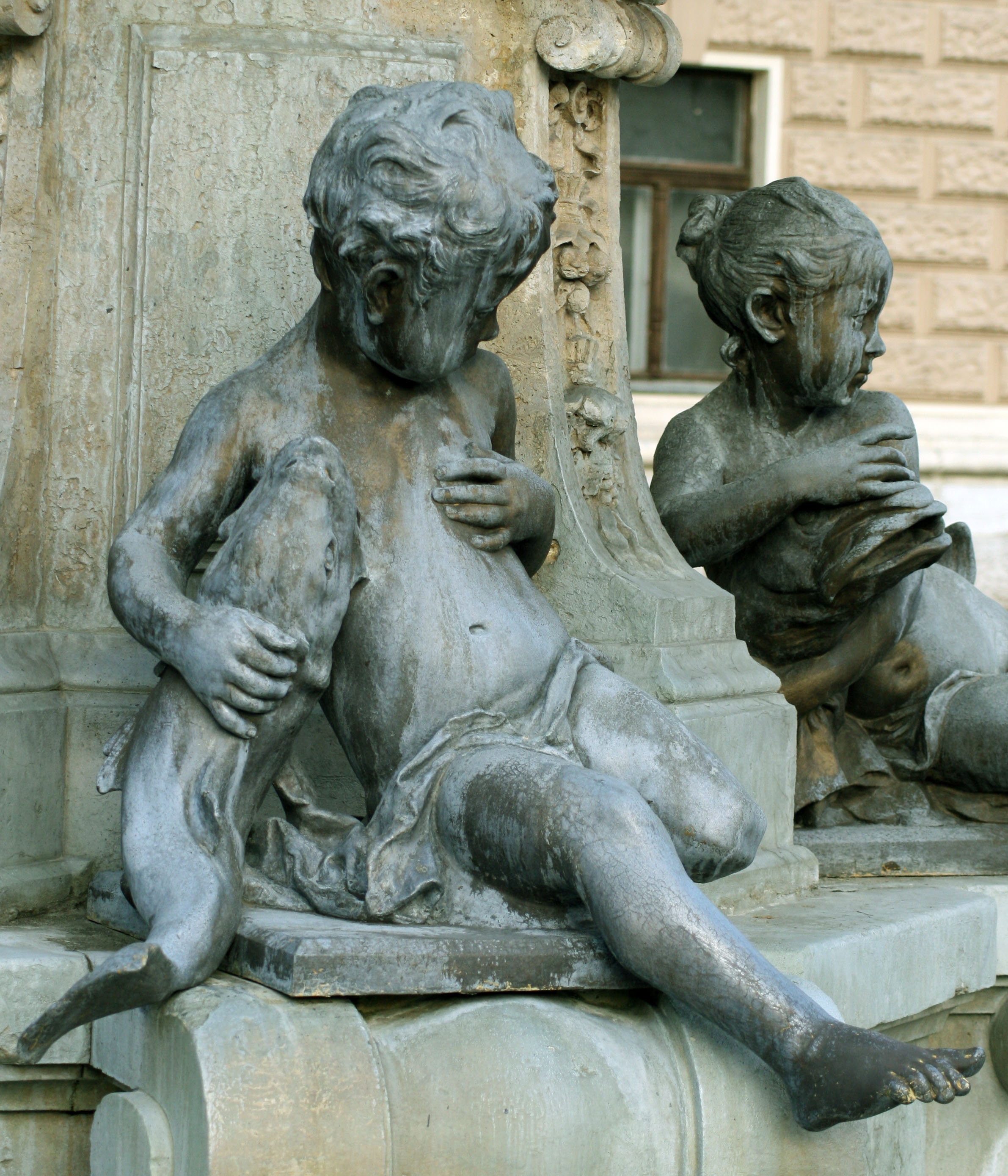